# Johan Varó
Johan Varó (Huelva, 20 de septiembre de 1989) es escritor y poeta español, autor de  las novelas románticas “El lenguaje oculto de las olas”  y “Las huellas que dejó la marea”.

## Desarrollo
Es Graduado en Derecho por la Universidad de Huelva y Máster  en Asesoría Jurídica de Empresas por la Universidad Carlos III. Tras dedicarse unos años al mundo empresarial decidió dar un cambio en su vida profesional, viajar por el mundo y escribir. Para ello comenzó a trabajar como tripulante de cabina en el sector aeronáutico. Ello le permitía conocer otros lugares y dedicar horas a la pasión de la escritura.
Su primera novela “El lenguaje oculto de las olas” publicada por la editorial Max Estrella, fue un fenómeno editorial entre lectores y blogueros, y en un mes consiguió su segunda edición. Calificada como novela romántica y erótica, en ella se describe la pasión entre dos personas del mismo sexo.  Se trata de una novela que rompe estereotipos y que pretende ser un ejemplo de libertad de pensamiento y del proceso de transformación y autoconocimiento a partir del amor. Según el periodista Elías Villadiego “el rigor empleado por el autor en el tratamiento de los textos jurídicos lo traslada a sus manuscritos para que las historias que cuenta se desarrollen con sumo cuidado y en un contexto excelentemente documentado”.  La novela, que apoya al movimiento LGTBI, fue una de las apuestas de la editorial para contribuir a la normalización del colectivo.
Su segunda publicación ha sido en forma de relatos íntimos y líricos. El poemario “Insomnium” fue prologado por Jordi Tello, el poeta de Instagram, y tuvo una gran acogida entre el público. Se trata de una obra de pequeños fragmentos, relatos o poemas sobre las experiencias de la vida del autor y sus más íntimos sentimientos que, contados como parte de su vida cotidiana consiguen conectar con el lector. Según Tello, “el autor se desnuda en cada letra, se arranca la piel en cada línea”.
En marzo de 2020 publicó la segunda parte de “El lenguaje oculto de las olas”, la novela “Las huellas que dejó la marea”. Juntas conforman la Bilogía "Entre el mar y las estrellas". La novela rompe con los clichés de la literatura LGBT y en ella se mezcla erotismo y misterio.

## Publicaciones
- El lenguaje oculto de las olas (2018). Editorial Max Estrella
- Insomnium (2019). Editorial Amazon. ISBN: 8409097893
- Las huellas que dejó la marea (2020). Editorial Max Estrella